# 仰光南县
仰光南县，是缅甸仰光省历史上管辖的一个旧县。

## 历史沿革
2022年4月30日，缅甸政府撤销仰光南县，以丹林镇区、宋割镇区、皎丹镇区、科科群岛镇区和克延镇区析设丹林县，以达拉镇区、色枝克瑙托镇区、端迪镇区、高穆镇区和坤仰公镇区析设端迪县。

## 行政区划
2022年，仰光南县下辖达拉镇区、色枝克瑙托镇区、端迪镇区、高穆镇区、坤仰公镇区、丹林镇区、宋割镇区、皎丹镇区、科科群岛镇区和克延镇区10个镇区。